# British Home Championship 1894/95
Die British Home Championship 1894/95 war die 12. Auflage des im Round-Robin-System ausgetragenen Fußballwettbewerbs zwischen den vier britischen Nationalmannschaften von England, Irland (ab 1950/51 Nordirland), Schottland und Wales.
| Pl. | Nationalmannschaft | Sp. | S | U | N | Tore    | Punkte |
| --- | ------------------ | --- | - | - | - | ------- | ------ |
| 1.  | England            | 3   | 2 | 1 | 0 | 013:100 | 05:10  |
| 2.  | Wales              | 3   | 0 | 3 | 0 | 005:500 | 03:30  |
| 3.  | Schottland         | 3   | 1 | 1 | 1 | 005:600 | 03:30  |
| 4.  | Irland             | 3   | 0 | 1 | 2 | 003:140 | 01:50  |

|                                               |   |            |           |
| 9. März 1895 in Derby (County Cricket Ground) |   |            |           |
| England                                       | – | Irland     | 9:0 (5:0) |
| 16. März 1895 in Belfast (Solitude)           |   |            |           |
| Irland                                        | – | Wales      | 2:2 (2:1) |
| 18. März 1895 in London (Queen’s Club)        |   |            |           |
| England                                       | – | Wales      | 1:1 (0:0) |
| 23. März 1895 in Wrexham (Racecourse Ground)  |   |            |           |
| Wales                                         | – | Schottland | 2:2 (1:2) |
| 30. März 1895 in Glasgow (Celtic Park)        |   |            |           |
| Schottland                                    | – | Irland     | 3:1 (2:1) |
| 6. April 1895 in Liverpool (Goodison Park)    |   |            |           |
| England                                       | – | Schottland | 3:0 (3:0) |